# Chimera
Chimera je treći studijski album norveškog black metal-sastava Mayhem. Album je ujedno četvrto i posljednje Mayhemovo glazbeno izdanje s vokalistom Maniacom. TurboNatas, poznat kao gitarist norveške grupe Red Harvest, izradio je naslovnicu za album. Naslovnica albuma snimka je kadra prikazanog u nijemom filmu Häxan iz 1922. godine.
U vrijeme objave ovog albuma Mayhem je i dalje bivao oštro i često kritiziran u heavy metal podzemlju zbog napuštanja klasičnog black metal stila na prethodnom albumu Grand Declaration of War.

## Popis pjesama
Tekstovi: Maniac, glazba: Blasphemer.
| 1.    | »Whore«                      | 2:58 |
| 2.    | »Dark Night of the Soul«     | 6:08 |
| 3.    | »Rape Humanity with Pride«   | 5:41 |
| 4.    | »My Death«                   | 5:54 |
| 5.    | »You Must Fall«              | 4:13 |
| 6.    | »Slaughter of Dreams«        | 7:00 |
| 7.    | »Impious Devious Leper Lord« | 5:38 |
| 8.    | »Chimera«                    | 7:00 |
| 44:31 |                              |      |

## Zasluge
Mayhem
- Maniac – vokali, tekstovi
- Blasphemer – gitara, produkcija, miksanje
- Necrobutcher – bas-gitara
- Hellhammer – bubnjevi, miksanje

Ostalo osoblje
- Borge Finstad – inženjer zvuka, miksanje
- Morten Lund – mastering[2]